# Kazuyoshi Kumakiri

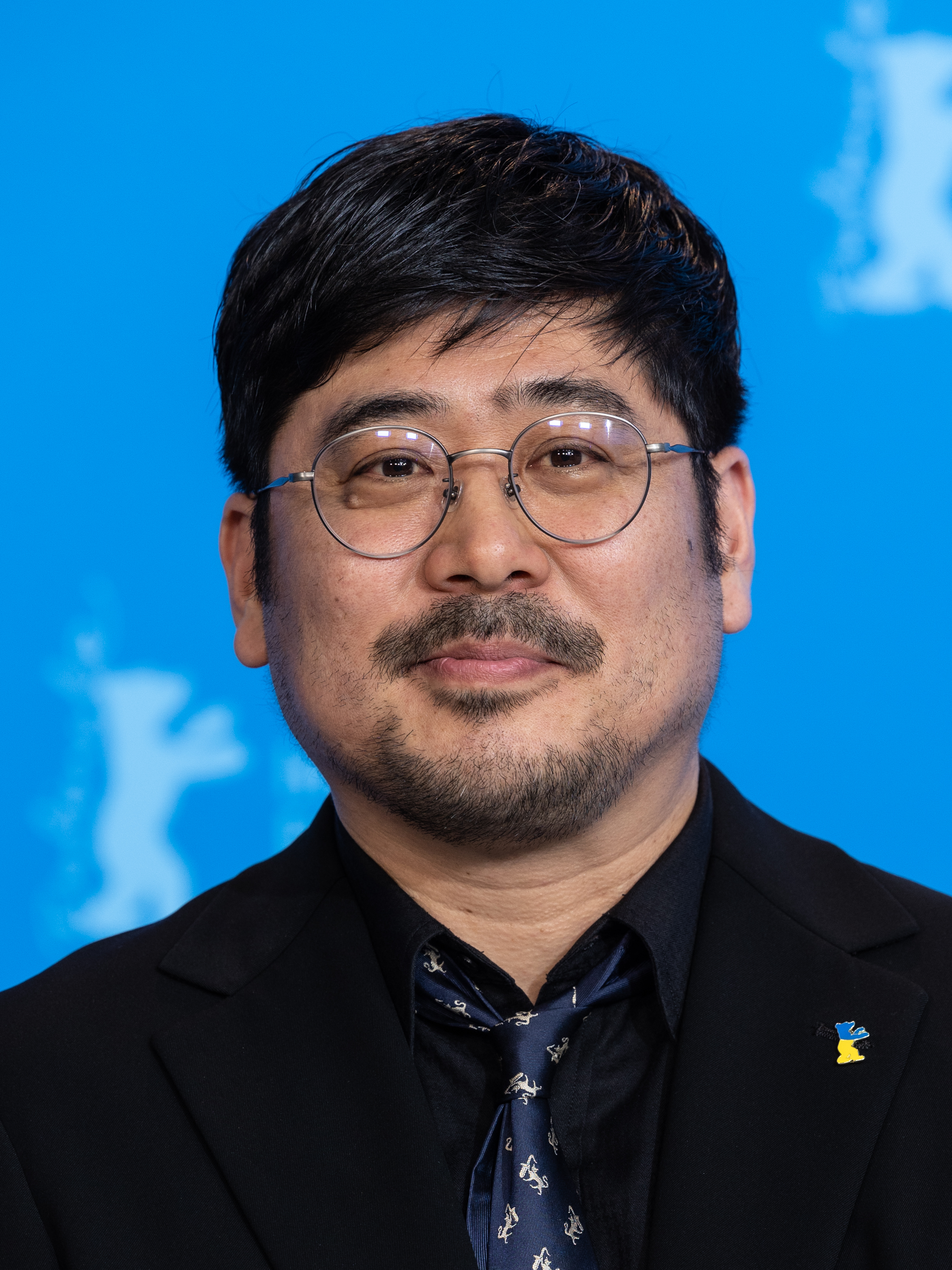

Kazuyoshi Kumakiri (熊切和嘉?, Kumakiri Kazuyoshi; Obihiro, 1º settembre 1974) è un regista e sceneggiatore giapponese.

## Carriera
Nato ad Obihiro, nell'Hokkaidō, Kazuyoshi Kumakiri frequentò la Ōsaka Art College. Dopo aver realizzato alcuni cortometraggi comici, che non presentò mai al pubblico perché a suo dire non facevano ridere, diresse come tesi di laurea Kichiku, horror-splatter che narra di un gruppo di studenti estremisti che si uccidono tra di loro. Il film fu girato in 16 mm e fu proiettato nel 1998 al Festival di Berlino, riscuotendo un buon successo di critica e scandalizzando non poco a causa delle sue immagini pregne di brutale violenza.
Il successivo film diretto da Kumakiri fu Hole in the Sky, diretto nel 2001, vincitore di tre premi tra i quali il FIPRESCI al regista. Nel 2003 girò il film drammatico Antenna, presentato nella categoria Controcorrente alla 60ª Mostra internazionale d'arte cinematografica di Venezia. "Mentre in Kichiku direi che la sofferenza è soprattutto "esteriore" e si manifesta nella violenza dei comportamenti dei personaggi - ha spiegato il regista - Con il film Antena ho tentato di bilanciare questi due aspetti della sofferenza, descrivendo da un lato il dolore intimo di una famiglia che non riesce ancora ad accettare la scomparsa della propria figlia, e dall'altro il rapporto perverso ma intimamente coinvolgente tra Yuichiro e Naomi"..
Successivamente Kumakiri diresse altri quattro film, tra i quali Freesia: Bullet Over Tears, tratto da un violento manga di Jirō Matsumoto, che riflette sulla questione della giustizia in Giappone e lo fa con uno stile che centellina la violenza dei contenuti.
In veste di sceneggiatore, oltre a scrivere cinque dei suoi sette film, ha collaborato con Sion Sono, scrivendo il film d'azione Hazard, mentre come attore è apparso in Blind Beast vs. Dwarf, diretto nel 2001 da Teruo Ishii.

## Filmografia

### Regista
- Kichiku (Kichiku dai enkai) (1997)
- Hole in the Sky (Sora no ana) (2001)
- Antenna (Antena) (2003)
- The Volatile Woman (Kihatsusei no onna) (2004)
- Green Mind, Metal Bats (Seishun kinzoku batto) (2006)
- Freesia: Bullet Over Tears (Furījia) (2007)
- Non-Ko (Nonko 36-sai (kaji-tetsudai)) (2008)
- Sketches of Kaitan City (Kaitanshi Jokei?) (2010)
- Summer's End (Natsu no owari) (2013)
- My Man (Watashi no Otoko) (2014)

### Sceneggiatore
- Kichiku (Kichiku dai enkai) (1997)
- Hole in the Sky (Sora no ana) (2001)
- Antenna (Antena) (2003)
- The Volatile Woman (Kihatsusei no onna) (2004)
- Hazard di Sion Sono (2005)
- Non-Ko (Nonko 36-sai (kaji-tetsudai)) (2008)

### Montatore
- Kichiku (Kichiku dai enkai) (1997)
- Hole in the Sky (Sora no ana) (2001)
- The Volatile Woman (Kihatsusei no onna) (2004)

### Attore
- Blind Beast vs. Dwarf (Mōjū tai Issunbōshi) di Teruo Ishii (2001)